# 中机机械基础件成套技术
中机机械基础件成套技术有限公司（简称中机机械基础件成套技术），國機集團和國機資產管理公司聯營公司，总部位于中国北京市，是在1988年成立。
其主要業務机械基础件产品为主的机电产品进出口贸易，以及承接国内外工程项目与机械产品配套。